# Station Hvidbjerg
Station Hvidbjerg is een spoorwegstation in Hvidbjerg in de Deense  gemeente Struer. Het station ligt aan de lijn Struer - Thisted.
Het treinverkeer is beperkt. Naast 10 treinen per dag van GoCollective stoppen er dagelijks drie treinen van DSB. 